# Liste der Monuments historiques in Plédran
Die Liste der Monuments historiques in Plédran führt die Monuments historiques in der französischen Gemeinde Plédran auf.

## Liste der Bauwerke
| Bezeichnung                       | Beschreibung | Standort | Kennzeichnung | Schutzstatus | Datum | Bild           |
| --------------------------------- | ------------ | -------- | ------------- | ------------ | ----- | -------------- |
| Schloss Craffault                 |              | (Lage)   | PA00089765    | Inscrit      | 1990  | weitere Bilder |
| Fuseau de Margot                  |              | (Lage)   | PA00089402    | Classé       | 1965  | weitere Bilder |
| Kapelle St-Nicolas in Craffault   |              | (Lage)   | PA00089401    | Inscrit      | 1964  | weitere Bilder |
| Kapelle von Créhac’h              |              | (Lage)   | PA00089400    | Inscrit      | 1926  | weitere Bilder |
| Camp de Péran                     |              | (Lage)   | PA00089399    | Classé       | 1875  | weitere Bilder |
| Allée couverte von La Roche Camio |              | (Lage)   | PA00089398    | Classé       | 1964  | weitere Bilder |

## Liste der Objekte
- Monuments historiques (Objekte) in Plédran in der Base Palissy des französischen Kultusministeriums